# Centrali elettronucleari in Francia

Mappa delle centrali nucleari per tipologia in Francia

A gennaio 2025, sono attive in questa nazione 18 centrali elettronucleari che dispongono complessivamente di 57 reattori operativi, 56 di tipo PWR e 1 di tipo PWR-EPR, e 7 dismessi.
Vi sono anche altre 4 centrali elettronucleari chiuse, 3 con un reattore ciascuna (EL-4 a Monts d'Arrée e le due centrali autofertilizzanti veloci Phénix e Super-Phénix rispettivamente a Chusclan e Codolet e a Creys-Mépieu) e 1 con due reattori (Marcoule sull'omonimo sito a Linguadoca-Rossiglione).

## Elenco dei reattori nucleari in uso alle centrali elettronucleari francesi
Tutti i dati delle sottostanti tabelle sono ricaavati dai siti web dell'Agenzia internazionale per l'energia atomica e della World Nuclear Association.

### Operativi
Aggiornamento: giugno 2020.
| Reattori operativi                            |                     |           |                    |                         |                        |                        |
| Centrale                                      | Potenza netta (MWe) | Tipologia | Inizio costruzione | Allacciamento alla rete | Produzione commerciale | Dismissione (prevista) |
| Belleville (reattore 1)                       | 1310                | PWR-P4    | 1º maggio 1980     | 14 ottobre 1987         | 1º giugno 1988         |                        |
| Belleville (reattore 2)                       | 1310                | PWR-P4    | 1º agosto 1980     | 6 luglio 1988           | 1º gennaio 1989        |                        |
| Blayais (reattore 1)                          | 910                 | PWR       | 1º gennaio 1977    | 12 giugno 1981          | 1º dicembre 1981       |                        |
| Blayais (reattore 2)                          | 910                 | PWR       | 1º gennaio 1977    | 17 luglio 1982          | 1º febbraio 1983       |                        |
| Blayais (reattore 3)                          | 910                 | PWR       | 1º aprile 1978     | 17 agosto 1983          | 14 novembre 1983       |                        |
| Blayais (reattore 4)                          | 910                 | PWR       | 1º aprile 1978     | 16 maggio 1983          | 1º ottobre 1983        |                        |
| Bugey (reattore 2)                            | 910                 | PWR       | 1º novembre 1972   | 10 maggio 1978          | 1º marzo 1979          |                        |
| Bugey (reattore 3)                            | 910                 | PWR       | 1º settembre 1973  | 21 settembre 1978       | 1º marzo 1979          |                        |
| Bugey (reattore 4)                            | 880                 | PWR       | 1º giugno 1974     | 8 marzo 1979            | 1º luglio 1979         |                        |
| Bugey (reattore 5)                            | 880                 | PWR       | 1º luglio 1974     | 31 luglio 1979          | 3 gennaio 1980         |                        |
| Cattenom (reattore 1)                         | 1300                | PWR-P4    | 29 ottobre 1979    | 13 novembre 1986        | 1º aprile 1987         |                        |
| Cattenom (reattore 2)                         | 1300                | PWR-P4    | 28 luglio 1980     | 17 settembre 1987       | 1º febbraio 1988       |                        |
| Cattenom (reattore 3)                         | 1300                | PWR-P4    | 15 giugno 1982     | 6 luglio 1990           | 1º febbraio 1991       |                        |
| Cattenom (reattore 4)                         | 1300                | PWR-P4    | 28 settembre 1983  | 27 maggio 1991          | 1º gennaio 1992        |                        |
| Chinon (reattore 1)                           | 905                 | PWR       | 1º marzo 1977      | 30 novembre 1982        | 1º febbraio 1984       |                        |
| Chinon (reattore 2)                           | 905                 | PWR       | 1º marzo 1977      | 29 novembre 1983        | 1º agosto 1984         |                        |
| Chinon (reattore 3)                           | 905                 | PWR       | 1º ottobre 1980    | 20 ottobre 1986         | 4 marzo 1987           |                        |
| Chinon (reattore 4)                           | 905                 | PWR       | 1º febbraio 1981   | 14 novembre 1987        | 1º aprile 1988         |                        |
| Chooz (reattore B1)                           | 1500                | PWR-N4    | 1º gennaio 1984    | 30 agosto 1996          | 15 maggio 2000         |                        |
| Chooz (reattore B2)                           | 1500                | PWR-N4    | 31 dicembre 1985   | 10 aprile 1997          | 29 settembre 2000      |                        |
| Civaux (reattore 1)                           | 1495                | PWR-N4    | 15 ottobre 1988    | 24 dicembre 1997        | 29 gennaio 2002        |                        |
| Civaux (reattore 2)                           | 1495                | PWR-N4    | 1º aprile 1991     | 24 dicembre 1999        | 23 aprile 2002         |                        |
| Cruas (reattore 1)                            | 915                 | PWR       | 1º agosto 1978     | 29 aprile 1983          | 2 aprile 1984          |                        |
| Cruas (reattore 2)                            | 915                 | PWR       | 15 novembre 1978   | 6 settembre 1984        | 1º aprile 1985         |                        |
| Cruas (reattore 3)                            | 915                 | PWR       | 15 aprile 1979     | 14 maggio 1984          | 10 settembre 1984      |                        |
| Cruas (reattore 4)                            | 915                 | PWR       | 1º ottobre 1979    | 27 ottobre 1984         | 11 febbraio 1985       |                        |
| Dampierre (reattore 1)                        | 890                 | PWR       | 1º febbraio 1975   | 23 marzo 1980           | 10 settembre 1980      |                        |
| Dampierre (reattore 2)                        | 890                 | PWR       | 1º aprile 1975     | 10 dicembre 1980        | 16 febbraio 1981       |                        |
| Dampierre (reattore 3)                        | 890                 | PWR       | 1º settembre 1975  | 30 gennaio 1981         | 27 maggio 1981         |                        |
| Dampierre (reattore 4)                        | 890                 | PWR       | 1º dicembre 1975   | 18 agosto 1981          | 20 novembre 1981       |                        |
| Flamanville (reattore 1)                      | 1330                | PWR-P4    | 1º dicembre 1979   | 4 dicembre 1985         | 1º dicembre 1986       |                        |
| Flamanville (reattore 2)                      | 1330                | PWR-P4    | 1º maggio 1980     | 18 luglio 1986          | 9 marzo 1987           |                        |
| Flamanville (reattore 3)                      | 1630                | EPR       | 3 dicembre 2007    | 21 dicembre 2024        | 2025 (prevista)        |                        |
| Golfech (reattore 1)                          | 1310                | PWR-P4    | 17 novembre 1982   | 7 giugno 1990           | 1º febbraio 1991       |                        |
| Golfech (reattore 2)                          | 1310                | PWR-P4    | 1º ottobre 1984    | 18 giugno 1993          | 4 marzo 1994           |                        |
| Gravelines (reattore 1)                       | 910                 | PWR       | 1º febbraio 1975   | 13 marzo 1980           | 25 novembre 1980       |                        |
| Gravelines (reattore 2)                       | 910                 | PWR       | 1º marzo 1975      | 26 agosto 1980          | 1º dicembre 1980       |                        |
| Gravelines (reattore 3)                       | 910                 | PWR       | 1º dicembre 1975   | 12 dicembre 1980        | 1º giugno 1981         |                        |
| Gravelines (reattore 4)                       | 910                 | PWR       | 1º aprile 1976     | 14 giugno 1981          | 1º ottobre 1981        |                        |
| Gravelines (reattore 5)                       | 910                 | PWR       | 1º ottobre 1979    | 28 agosto 1984          | 15 gennaio 1985        |                        |
| Gravelines (reattore 6)                       | 910                 | PWR       | 1º ottobre 1979    | 1º agosto 1985          | 25 ottobre 1985        |                        |
| Nogent (reattore 1)                           | 1310                | PWR-P4    | 26 maggio 1981     | 21 ottobre 1987         | 24 febbraio 1988       |                        |
| Nogent (reattore 2)                           | 1310                | PWR-P4    | 1º gennaio 1982    | 14 dicembre 1988        | 1º maggio 1989         |                        |
| Paluel (reattore 1)                           | 1330                | PWR-P4    | 15 agosto 1977     | 22 giugno 1984          | 1º dicembre 1985       |                        |
| Paluel (reattore 2)                           | 1330                | PWR-P4    | 1º gennaio 1978    | 14 settembre 1984       | 1º dicembre 1985       |                        |
| Paluel (reattore 3)                           | 1330                | PWR-P4    | 1º febbraio 1979   | 30 settembre 1985       | 1º febbraio 1986       |                        |
| Paluel (reattore 4)                           | 1330                | PWR-P4    | 1º febbraio 1980   | 11 aprile 1986          | 1º giugno 1986         |                        |
| Penly (reattore 1)                            | 1330                | PWR-P4    | 1º settembre 1982  | 4 maggio 1990           | 1º dicembre 1990       |                        |
| Penly (reattore 2)                            | 1330                | PWR-P4    | 1º agosto 1984     | 4 febbraio 1992         | 1º novembre 1992       |                        |
| Saint-Alban (reattore 1)                      | 1335                | PWR-P4    | 29 gennaio 1979    | 30 agosto 1985          | 1º maggio 1986         |                        |
| Saint-Alban (reattore 2)                      | 1335                | PWR-P4    | 31 luglio 1979     | 3 luglio 1986           | 1º marzo 1987          |                        |
| Saint-Laurent (reattore B1)                   | 915                 | PWR       | 1º maggio 1976     | 21 gennaio 1981         | 1º agosto 1983         |                        |
| Saint-Laurent (reattore B2)                   | 915                 | PWR       | 1º luglio 1976     | 1º giugno 1981          | 1º agosto 1983         |                        |
| Tricastin (reattore 1)                        | 915                 | PWR       | 1º novembre 1974   | 31 maggio 1980          | 1º dicembre 1980       |                        |
| Tricastin (reattore 2)                        | 915                 | PWR       | 1º dicembre 1974   | 7 agosto 1980           | 1º dicembre 1980       |                        |
| Tricastin (reattore 3)                        | 915                 | PWR       | 1º aprile 1975     | 10 febbraio 1981        | 11 maggio 1981         |                        |
| Tricastin (reattore 4)                        | 915                 | PWR       | 1º maggio 1975     | 12 giugno 1981          | 1º novembre 1981       |                        |
| Totale: 57 reattori per 63000 MW complessivi. |                     |           |                    |                         |                        |                        |

### In costruzione
Aggiornamento: gennaio 2025.
| Reattori in costruzione                  |
| Totale: 0 reattori per 0 MW complessivi. |

### Futuri
Aggiornamento: aprile 2019.
| Reattori pianificati                        |
| Totale: 6 reattori per 9900 MW complessivi. |
| Reattori in fase di proposta                |
| Totale: 2 reattori per 3300 MW complessivi. |

### Dismessi

#### Spenti
Aggiornamento: giugno 2020.
| Reattori dismessi                            |                     |           |                    |                         |                        |                  |
| Centrale                                     | Potenza netta (MWe) | Tipologia | Inizio costruzione | Allacciamento alla rete | Produzione commerciale | Dismissione      |
| Brennilis (EL-4 Monts d'Arree)               | 70                  | HWGCR     | 1º luglio 1962     | 9 luglio 1967           | 1º giugno 1968         | 31 luglio 1985   |
| Bugey (reattore 1)                           | 540                 | UNGG      | 1º dicembre 1965   | 15 aprile 1972          | 1º luglio 1972         | 27 maggio 1994   |
| Chinon (reattore A1)                         | 70                  | UNGG      | 1º febbraio 1957   | 14 giugno 1963          | 1º febbraio 1964       | 16 aprile 1973   |
| Chinon (reattore A2)                         | 180                 | UNGG      | 1º agosto 1959     | 24 febbraio 1965        | 24 febbraio 1965       | 14 giugno 1985   |
| Chinon (reattore A3)                         | 360                 | UNGG      | 1º marzo 1961      | 4 agosto 1966           | 4 agosto 1966          | 15 giugno 1990   |
| Chooz (reattore A1)                          | 305                 | PWR       | 1º gennaio 1962    | 3 aprile 1967           | 15 aprile 1967         | 30 ottobre 1991  |
| Fessenheim (reattore 1)                      | 880                 | PWR       | 1º settembre 1971  | 6 aprile 1977           | 1º gennaio 1978        | 22 febbraio 2020 |
| Fessenheim (reattore 2)                      | 880                 | PWR       | 1º febbraio 1972   | 7 ottobre 1977          | 1º aprile 1978         | 30 giugno 2020   |
| Marcoule (reattore G2)                       | 39                  | UNGG      | 1º marzo 1955      | 22 aprile 1959          | 22 aprile 1959         | 2 febbraio 1980  |
| Marcoule (reattore G3)                       | 40                  | UNGG      | 1º marzo 1956      | 4 aprile 1960           | 4 aprile 1960          | 20 giugno 1984   |
| Phénix                                       | 130                 | FBR       | 1º novembre 1968   | 13 dicembre 1973        | 14 luglio 1974         | 1º febbraio 2010 |
| Saint-Laurent (reattore A1)                  | 390                 | UNGG      | 1º ottobre 1963    | 14 marzo 1969           | 1º giugno 1969         | 18 aprile 1990   |
| Saint-Laurent (reattore A2)                  | 465                 | UNGG      | 1º gennaio 1966    | 9 agosto 1971           | 1º novembre 1971       | 27 maggio 1992   |
| Superphénix                                  | 1200                | FBR       | 13 dicembre 1976   | 14 gennaio 1986         | 1º dicembre 1986       | 31 dicembre 1998 |
| Totale: 14 reattori per 5549 MW complessivi. |                     |           |                    |                         |                        |                  |

#### Totalmente smantellati
Aggiornamento: aprile 2019.
| Reattori smantellati                     |
| Totale: 0 reattori per 0 MW complessivi. |